# Oratorio di San Ranieri
L'oratorio di San Ranieri è un edificio sacro di Livorno situato presso la chiesa di Santa Giulia.

## Storia

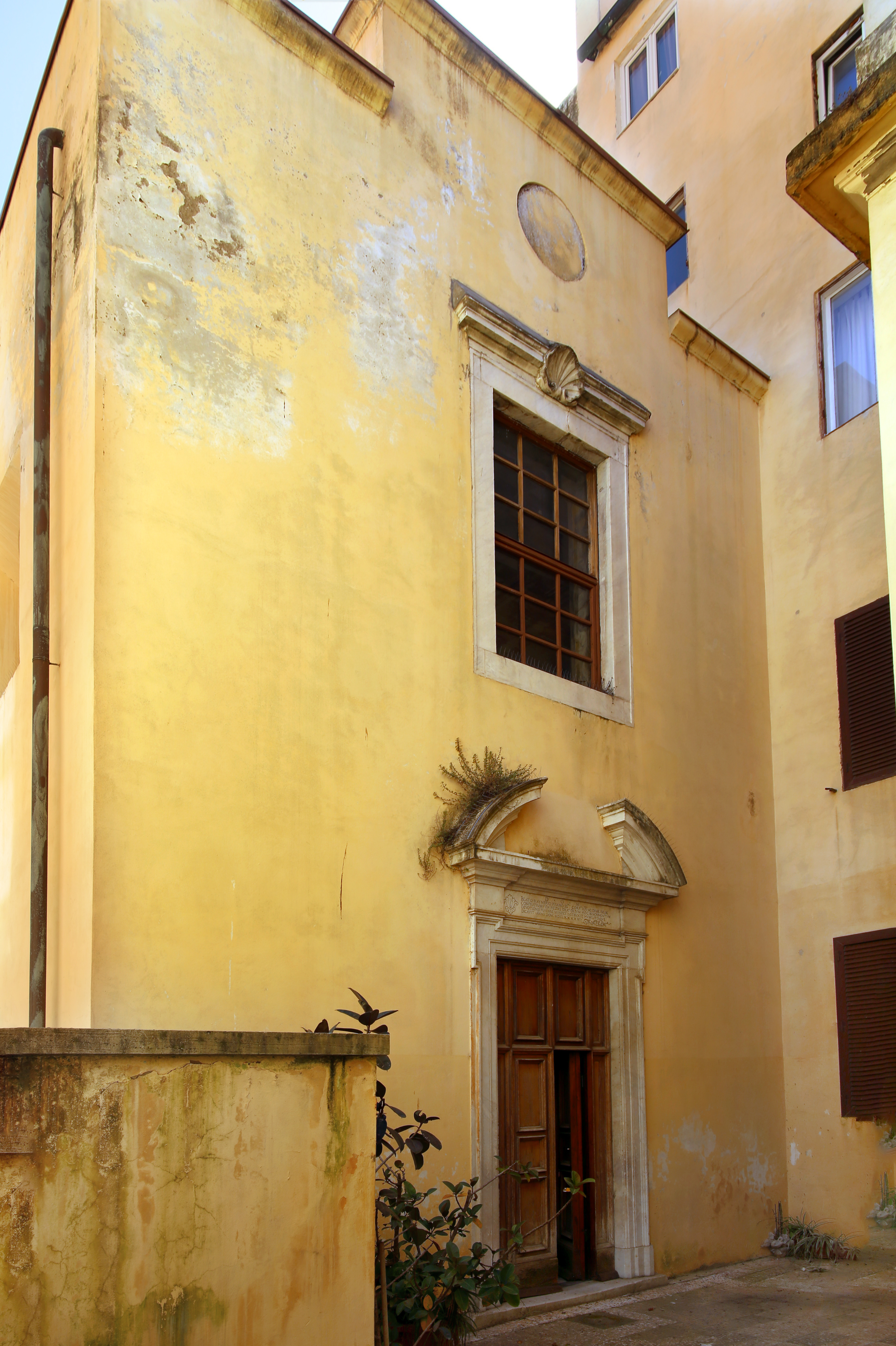
Esterno

L'edificio sorse nel 1696 per volontà del granduca Cosimo III de' Medici e ad opera della confraternita di Santa Giulia e del Santissimo Sacramento, che lo edificò nell'area in cui sorgeva il vecchio cimitero della stessa confraternita.
Consacrato al santo patrono dell'arcidiocesi di Pisa, a cui appartenne la città fino al 1806, cadde nel tempo in rovina; già nella seconda metà dell'Ottocento necessitava di importanti restauri.
Duramente colpito durante la seconda guerra mondiale, fu ristrutturato sul finire degli anni cinquanta, quando, scongiurata la realizzazione di un controsoffitto che avrebbe cancellato la leggibilità dell'aspetto originario, si diede incarico al pittore lucchese Leone Lorenzetti, all'epoca impegnato nel restauro del camposanto monumentale di Pisa, di ripristinare le pitture della volta e delle pareti.
Sul finire degli anni novanta, a seguito del distacco di alcuni frammenti di affresco dalla volta, la soprintendenza dette il via ad un importante restauro, conclusosi nei primi anni del Duemila.

## Descrizione
A pianta rettangolare, è preceduto da una semplice facciata in cui si segnala il portale ornato da timpano arcuato spezzato, sotto il quale è riportata un'iscrizione con la data di costruzione dell'oratorio.
L'interno, di stampo tardobarocco, presenta un pregevole pavimento a commesso marmoreo scandito da lastre terragne con stemmi, nel quale sono conservate le sepolture di importanti famiglie livornesi, mentre le pareti e la volta di copertura sono completamente affrescate.
Gli affreschi, risalenti al Settecento e riproducenti scene della vita di san Ranieri, si devono a Francesco Natali e Alessandro Gherardini.
Tuttavia, solo il 55% degli affreschi possono riferirsi alla stesura originaria, mentre il resto è frutto del restauro avviato da Leone Lorenzetti, che, dopo le distruzioni della seconda guerra mondiale, cercò di colmare le lacune per ridare leggibilità al ciclo.
In particolare, sulle pareti, all'interno di architetture dipinte e finte cornici, sono affrescati sei episodi della vita del santo; sopra il cornicione si trovano quattro figure allegoriche (Speranza, la Temperanza, la Fede e la Carità) e, nella volta, l'Apoteosi di San Ranieri.
Sopra l’altare, ornato mediante colonne tortili, vi è una copia del Miracolo di San Ranieri, il cui originale è situato nel duomo di Pisa.
La presenza nell'oratorio della croce patente a otto punte, di colore rosso, testimonia il contributo alla costruzione di alcuni confratelli o delle loro famiglie appartenenti all'Ordine di Santo Stefano papa e martire.